# Johannes Hallervorden
Johannes Hallervorden, né le 12 septembre 1998 à Lannion (France), est un acteur allemand.

## Biographie
Johannes Hallervorden est le fils de Dieter Hallervorden et d'Elena Blume.

## Carrière
Sa première apparition sur scène est en 2009 au Schlosspark Theater de Berlin. Il fait ses débuts à la télévisions en 2012 avec un rôle d'invité dans un épisode de la série pour enfants Terra MaX sur ZDF.
Depuis 2013, il joue Melchior, le rôle principal de la série Binny et le Fantôme diffusée sur Disney Channel.
.

## Apparitions télévisées
- 2012 : Terra MaX, ZDF
- 2013- : Binny et le Fantôme : Melchior
- 2015 : In aller Freundschaft : Moritz Weber